# Tatragransork
Tatragransork (Microtus tatricus) är en däggdjursart som beskrevs av Kratochvil 1952. Den ingår i släktet åkersorkar, och familjen hamsterartade gnagare.

## Beskrivning
Tatragransorken är tämligen stor och långsvansad för att vara en åkersork, med en kroppslängd utan svans på 9,5 till 11,7 cm, en svanslängd på 3,4 till 4,9 cm och en vikt mellan 20 och 41 g. Ögon och öron är som alltid bland åkersorkarna små, medan fötter och morrhår är förhållandevis stora. Ovansidans päls är mörkt rödgrå som gradvis övergår till ljusgrått på buken.

## Ekologi
En natt- och skymningslevande sork som inte gräver egna bon utan lever i klippspringor och bon som den övertar från andra smågnagare. Födan består av vegetabilier som gröna växtdelar, rötter, bär och mossa. Tatragransorken lever i bergsterräng på höjder mellan 650 och 2 350 m, antingen i fuktiga bergsskogar nära trädgränsen, eller fuktiga, subalpina ängar. Arten undviker människopåverkade habitat.

## Utbredning
Arten förekommer i isolerade subpopulationer i Karpaterna från Polen och Slovakien till Rumänien och Ukraina.

## Status
Arten är sällsynt, men den förefaller inte minska, och IUCN kategoriserar den därför globalt som livskraftig. Arten är känslig för skogsavverkning, men eftersom stora delar av utbredningsområdet är beläget i skyddad skog utgör detta inget problem för närvarande. Naturliga olyckor som kraftiga stormar kan dock utgöra ett potentiellt hot.

## Taxonomi
Vissa auktoriteter erkänner en underart utöver nominatunderarten:
- Microtus tatricus tatricus Kratochvil, 1952
- Microtus tatricus zykovi (Zagorodnyuk, 1989)